# Copelatus nangaensis
Copelatus nangaensis är en skalbaggsart som beskrevs av Guignot 1952. Copelatus nangaensis ingår i släktet Copelatus och familjen dykare. Inga underarter finns listade i Catalogue of Life.